# Etaux
Etaux (also spelled Eteaux) là một xã trong tỉnh Haute-Savoie thuộc vùng Auvergne-Rhône-Alpes đông nam Pháp.